# Marko Perović
Pour les articles homonymes, voir Perović.
Marko Perović (né le 11 janvier 1984 à Pristina) est un ancien footballeur serbe qui évoluait au poste d'ailier gauche. Il est désormais entraîneur adjoint de la réserve du Guangzhou R&F.

## Palmarès
- Étoile rouge de Belgrade
  - Champion de Serbie-et-Monténégro en 2004 et 2006
  - Champion de Serbie en 2007
  - Vainqueur de la Coupe de Serbie-et-Monténégro en 2004 et 2006
  - Vainqueur de la Coupe de Serbie en 2007 et 2012

- FC Bâle
  - Champion de Suisse en 2008 et 2010
  - Vainqueur de la Coupe de Suisse en 2008 et 2010
  - Vainqueur de la Coupe horlogère de football en 2008

- Persépolis Téhéran
  - Finaliste de la Coupe d'Iran en 2013